# Ибарроль
Ибарро́ль (фр. Ibarrolle) — коммуна во Франции, находится в регионе Новая Аквитания. Департамент — Атлантические Пиренеи. Входит в состав кантона Пеи-де-Бидаш, Амикюз и Остибар. Округ коммуны — Байонна.
Код INSEE коммуны — 64267.

## География
Коммуна расположена приблизительно в 690 км к юго-западу от Парижа, в 190 км южнее Бордо, в 60 км к западу от По.

## Климат
Климат тёплый океанический. Зима мягкая, средняя температура января — от +5°С до +13°С, температуры ниже −10 °C бывают редко. Снег выпадает около 15 дней в году с ноября по апрель. Максимальная температура летом порядка 20-30 °C, выше 35 °C бывает очень редко. Количество осадков высокое, порядка 1100 мм в год. Характерна безветренная погода, сильные ветры очень редки.

## Население
Население коммуны на 2010 год составляло 100 человек.
| 1962 | 1968 | 1975 | 1982 | 1990 | 1999 | 2010 |
| ---- | ---- | ---- | ---- | ---- | ---- | ---- |
| 116  | 110  | 101  | 91   | 92   | 88   | 100  |

## Администрация
| Период | Период | Фамилия      | Партия                                                    | Примечания                   |
| ------ | ------ | ------------ | --------------------------------------------------------- | ---------------------------- |
| 1995   | 2020   | Жан-Луи Казе | Союз за французскую демократию → Демократическое движение | генеральный советник кантона |

## Экономика
В 2010 году среди 63 человек трудоспособного возраста (15—64 лет) 47 были экономически активными, 16 — неактивными (показатель активности — 74,6 %, в 1999 году было 73,6 %). Из 47 активных жителей работали 45 человек (31 мужчина и 14 женщин), безработных было 2 (0 мужчин и 2 женщины). Среди 16 неактивных 8 человек были учениками или студентами, 4 — пенсионерами, 4 были неактивными по другим причинам.

## Достопримечательности
- Средневековая церковь Св. Варфоломея[9].
- Баскский дом Эксепар (1630 год). Исторический памятник с 1966 года[10].

## Фотогалерея
- Церковь Св. Варфоломея
- Баскский дом Эксепар
- Карта коммуны